# Raphaël Merkies
Raphaël Merkies (en chino: 李小恆; París, 15 de abril de 2002) es un futbolista franco-hongkonés que juega como extremo izquierdo en el Shandong Taishan de la Superliga de China.

## Carrera en clubes

### Hong Kong FC
Merkies inició su carrera profesional en 2022 tras tomarse un año sabático de la universidad, siendo ascendido al primer equipo del Hong Kong FC de cara a la temporada 2022-23 de la Liga Premier de Hong Kong.Debutó en liga con una victoria por 1-0 frente al Sham Shui Po en la jornada inaugural.Semanas después, anotó su primer gol como profesional en un partido de la Copa FA de Hong Kong ante el Resources Capital.Merkies abandonó el club al finalizar la temporada.

### Southern District
El 10 de junio de 2023, Merkies firmó su primer contrato profesional con el Southern District FC.Antes del fichaje, anunció su decisión de abandonar sus estudios para dedicarse de lleno al fútbol.Marcó su primer gol con el equipo en un empate 2-2 ante el Hong Kong FC en un encuentro correspondiente a la Copa Sapling.

### Shandong Taishan
El 14 de febrero de 2025, se anunció su fichaje por el Shandong Taishan de la Superliga de China.

## Carrera internacional
El 10 de octubre de 2024, recibió el pasaporte de la Región Administrativa Especial de Hong Kong tras siete años de residencia en el país, habilitándolo para representar internacionalmente a Hong Kong.Fue convocado en la lista preliminar de 52 jugadores para los amistosos de noviembre de 2024.Debutó el 19 de marzo de 2025 en un amistoso ante Macao, donde además anotó su primer gol con la selección absoluta.

## Vida personal
Creció en los suburbios de París y se trasladó a Hong Kong en 2016 a los 14 años, donde asistió a la Escuela Francesa Internacional de Hong Kong.Es de ascendencia neerlandesa y francesa por parte de padre, y de origen chino-laosiano por parte materna.

## Clubes
| Club                    | País      | Año       |
| ----------------------- | --------- | --------- |
| Hong Kong F. C.         | Hong Kong | 2022–2023 |
| Southern District F. C. | Hong Kong | 2023–2025 |
| Shandong Taishan F. C.  | China     | 2025–     |